# Dirk Braat
Dirk Braat (Maassluis, 7 maart 1796 – Sluipwijk,  17 november 1859) was een Nederlandse burgemeester.

## Leven en werk
Braat werd in 1796 in Maassluis geboren als zoon van de belastingontvanger Pieter Braat en Dirkje van der Endt. Braat vestigde zich als onderwijzer in Sluipwijk, nabij Reeuwijk. In januari 1850 werd hij benoemd tot burgemeester zijn woonplaats Sluipwijk. In augustus 1850 werd hij tevens benoemd tot secretaris van Sluipwijk. Per 14 mei 1852 werd hij bovendien benoemd tot burgemeester van Stein c.a. Ook van deze gemeente was hij tevens secretaris. Hij vervulde deze functies tot zijn overlijden in 1859.
Braat trouwde op 10 februari 1822 te Voorhout met Geertje Prosman. Hij overleed in november 1859 op 63-jarige leeftijd in Sluipwijk.